# شهرستان تلر (کلرادو)
شهرستان تلر، کلرادو (به انگلیسی: Teller County, Colorado) یک سکونتگاه مسکونی در ایالات متحده آمریکا است که در کلرادو واقع شده‌است.

## خصوصیات
شهرستان تلر ۱٬۴۴۷٫۸۱ کیلومترمربع مساحت دارد.

## نگارخانه

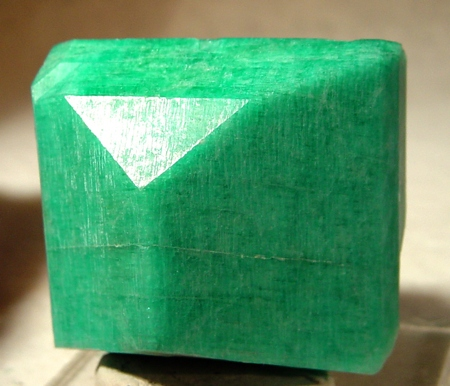
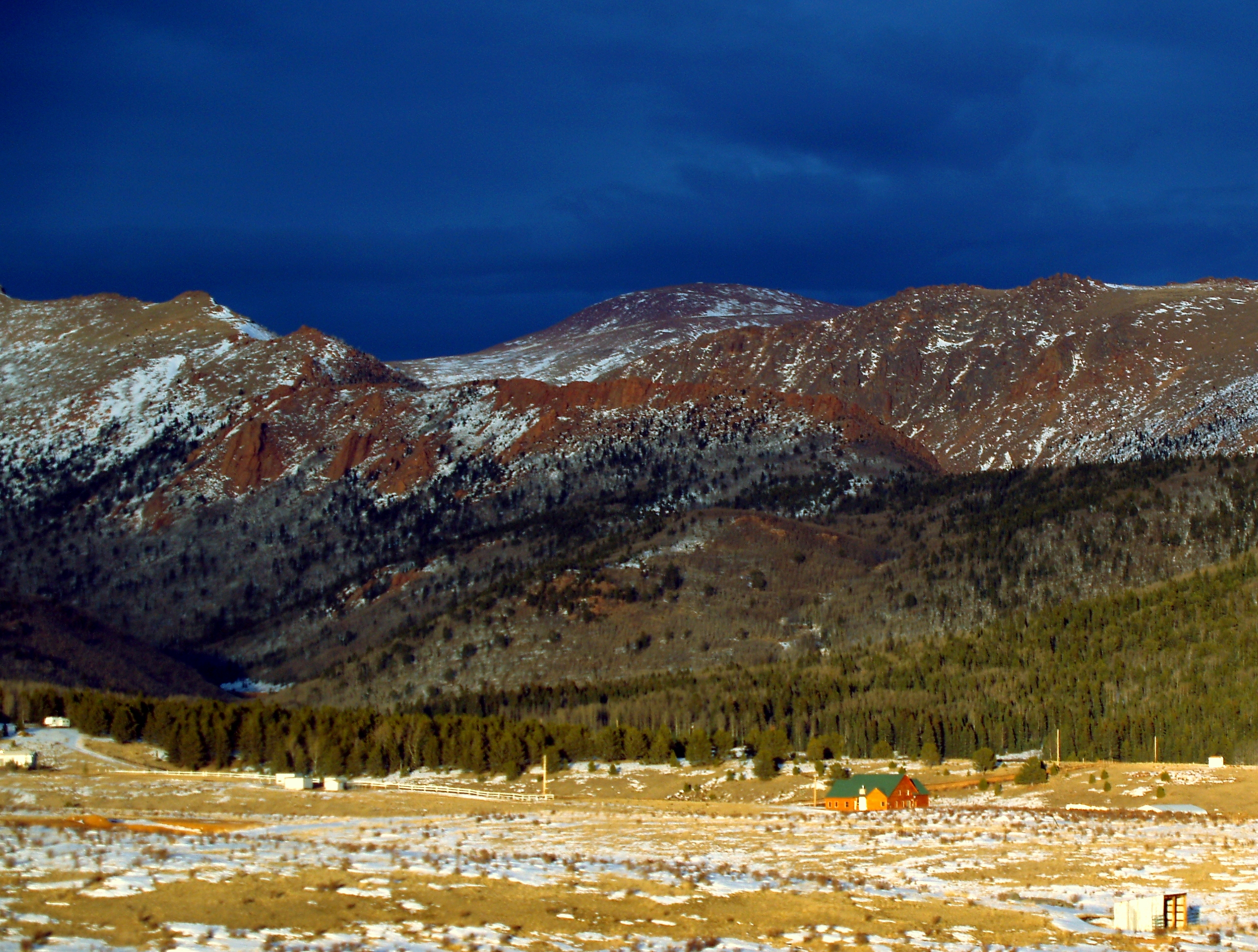
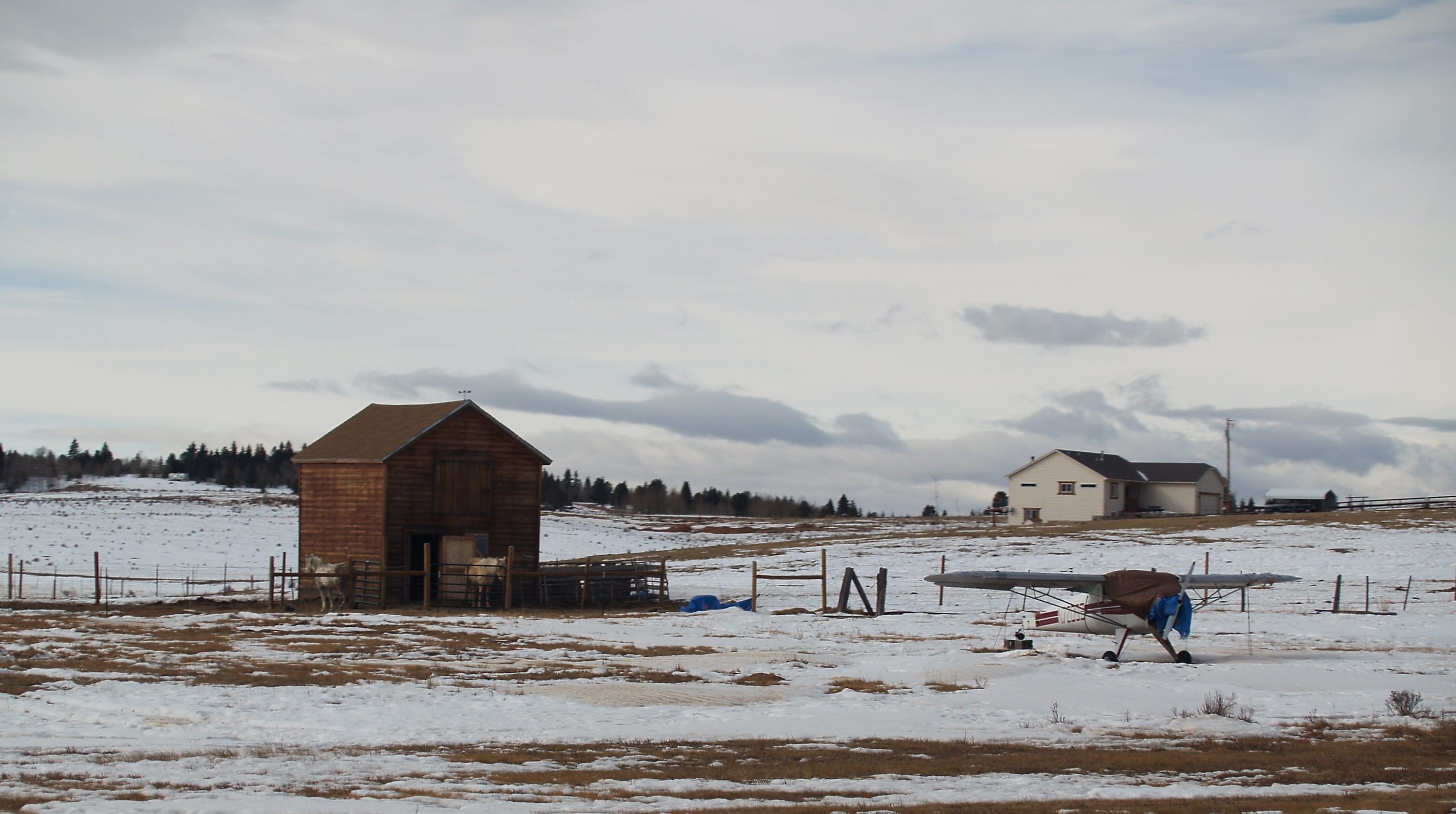
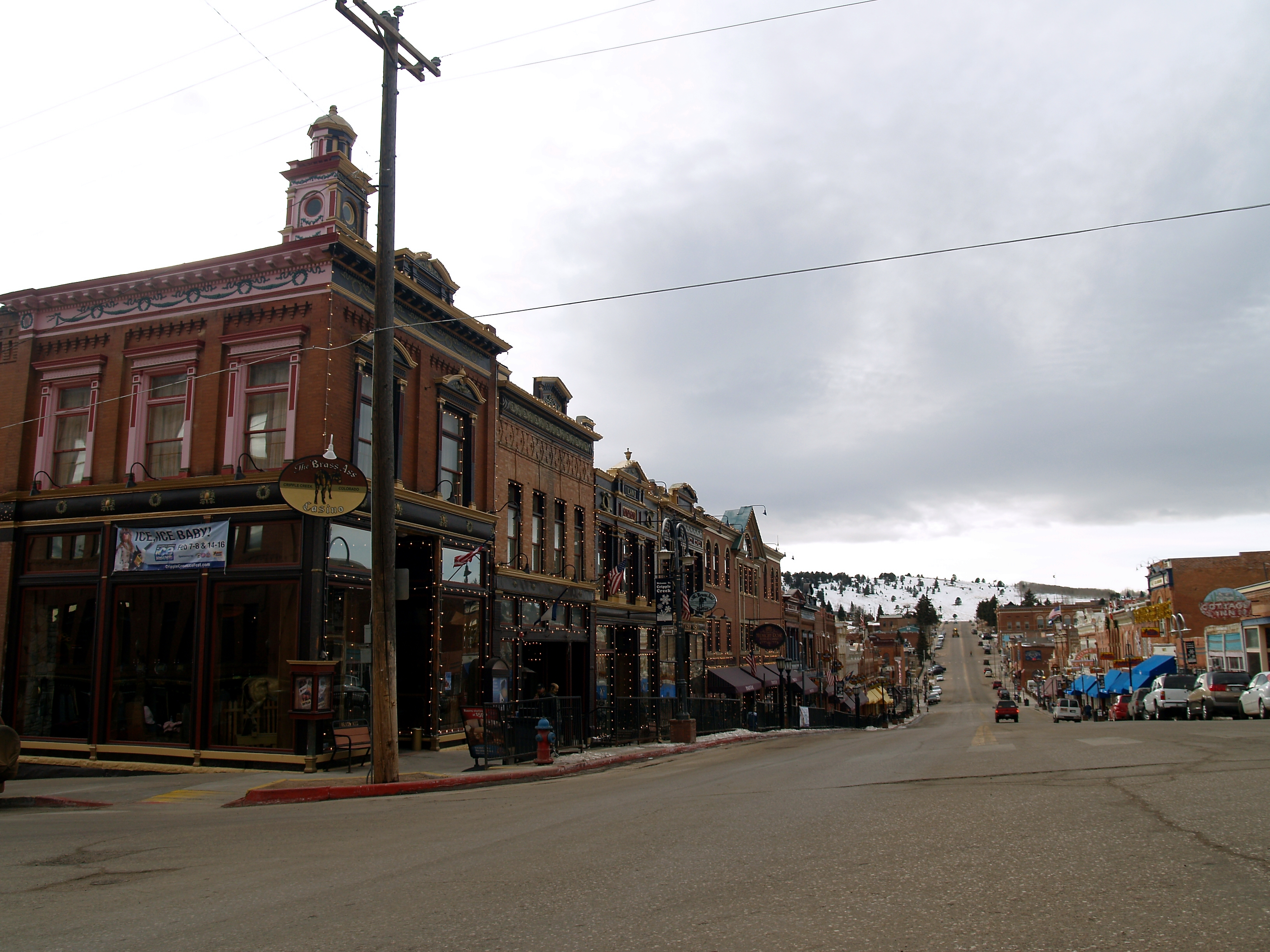